# 39429 Аннабронте
39429 Аннабронте (4223 T-2, 1998 EV6, 39429 Annebrontë) — астероїд головного поясу, відкритий 29 вересня 1973 року.
Тіссеранів параметр щодо Юпітера — 3,470.